# Campeonato Sul-Americano de Futebol de 1926
O Campeonato Sul-Americano de Futebol de 1926 foi a 10ª edição da competição entre seleções da América do Sul realizado entre 12 de outubro e 3 de novembro de 1926. 
Participaram da disputa cinco seleções: Argentina, Bolívia, Chile, Paraguai e Uruguai. A sede da competição foi no Chile. As seleções jogaram entre si em turno único. A Seleção Uruguaia foi a campeã. O Brasil não participou.
O Uruguai, que vinha da conquista dos Jogos Olímpicos de 1924 confirmou o favoritismo. O clima de euforia no país foi retratado pela canção "Uruguayos campeones”, composta por Omar Odriozola em homenagem à conquista. 

## Organização
| Santiago                                            |
| --------------------------------------------------- |
| Campos de Sports de Ñuñoa                           |
| Capacidad: 27 000                                   |

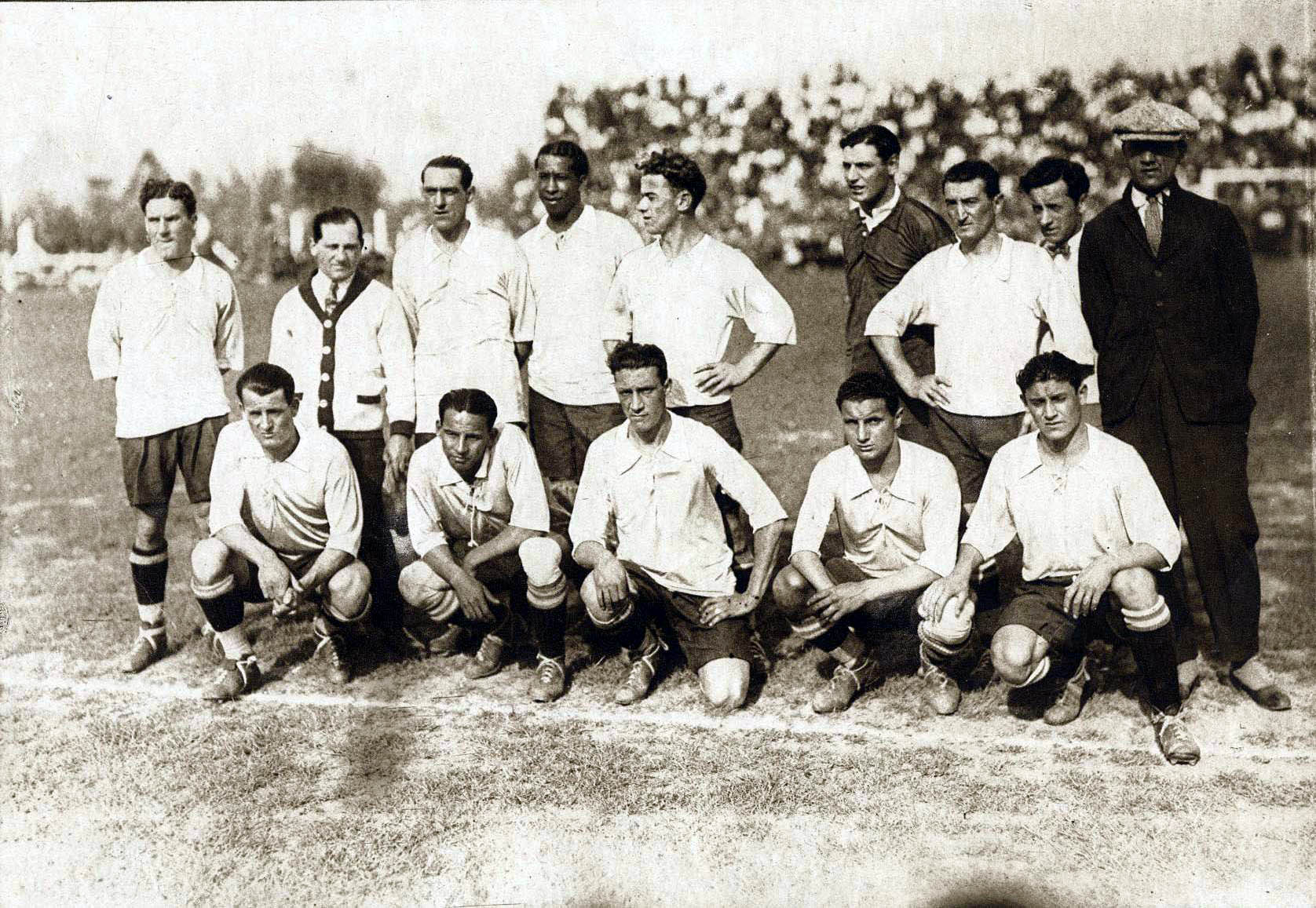
Seleção Uruguaia que conquistou o título..

| Entrada do Chile no Campos de Sports de Ñuñoa, 1926 |

### Árbitros
- Juan Pedro Barbera
- Norberto Luis Gallieri
- Francisco Jiménez
- Pedro José Malbrán
- Miguel Barba
- Aníbal Tejada

## Tabela
- Chile 7-1  Bolívia
- Argentina 5-0  Bolívia
- Uruguai 3-1  Chile
- Argentina 8-0  Paraguai
- Paraguai 6-1  Bolívia
- Uruguai 2-0  Argentina
- Uruguai 6-0  Bolívia
- Chile 1-1  Argentina
- Uruguai 6-1  Paraguai
- Chile 5-1  Paraguai

## Classificação
| Equipo    | Pts | PJ | PG | PE | PP | GF | GC | Dif |
| --------- | --- | -- | -- | -- | -- | -- | -- | --- |
| Uruguai   | 8   | 4  | 4  | 0  | 0  | 17 | 2  | 15  |
| Argentina | 5   | 4  | 2  | 1  | 1  | 14 | 3  | 11  |
| Chile     | 5   | 4  | 2  | 1  | 1  | 14 | 6  | 8   |
| Paraguai  | 2   | 4  | 1  | 0  | 3  | 8  | 20 | -12 |
| Bolívia   | 0   | 4  | 0  | 0  | 4  | 2  | 24 | -22 |

| Campeonato Sul-Americano de Futebol de 1926 |
| ------------------------------------------- |
| Uruguai Campeão (6º título)                 |

### Goleadores
| Jogador        | Seleção | Gols |
| -------------- | ------- | ---- |
| David Arellano | CHI     | 7    |
| Héctor Castro  | URU     | 6    |
| Héctor Scarone | URU     | 6    |
| Gabino Sosa    | URU     | 5    |
| Manuel Ramírez | CHI     | 4    |

### Melhor jogador do torneio
- José Leandro Andrade